# Wiborada
Wiborada (forme latinisée de Wibrad qui signifierait conseil de femme) de Saint-Gall est une religieuse, première femme canonisée par le Vatican. Vierge et martyre, elle est victime d'un raid hongrois le 1er mai 926 à Saint-Gall. Sa sainteté est reconnue en 1047 déjà par le pape Clément II. Ses attributs iconographiques sont un livre et une hache, cette dernière pour rappeler son martyre. Elle passe pour être la protectrice des gouvernantes de cures, des cuisinières, des bibliothécaires et bibliophiles,,. Sa fête, spécifique à l'évêché de Saint-Gall, est célébrée le 2 mai.

## Sources
Encore au Xe siècle, une première hagiographie (Vita) est rédigée à l'instigation de l'évêque Ulrich d'Augsbourg. Cette Vita I est conservée dans trois manuscrits.
On la trouve d'une part dans le troisième volume du Passional de Stuttgart, l'un des principaux manuscrits de l'Abbaye de Zwiefalten, conservé depuis 1802 à la Landesbibliothek du Wurtemberg à Stuttgart. Ce troisième volume du Passional est presque intégralement conservé et contient, outre la vie de Wiborada en 46 chapitres, les légendes entourant 45 autres saints, dont les saints Gall, Otmar et Magnus, particulièrement vénérés à Saint-Gall. Ce volume a été écrit vers 1144 et provient, comme l'étude des initiales l'a démontré, de l'Abbaye de Hirsau, d'où il est parvenu à l'abbaye de Zwiefalten, puis, après la sécularisation de cette dernière, à Stuttgart.
Le deuxième manuscrit, daté de 1464, provient de l'abbaye Saint-Ulrich-et-Sainte-Afre d'Augsbourg et est conservé à la bibliothèque municipale d'Augsbourg. Enfin, deux copies de cette première vita se trouvaient dans les couvents de Dillingen et Wiblingen et ont été utilisées par les Bollandistes pour une édition fautive au XVIIe siècle. Elles passaient pour perdues. Celle de Wiblilngen a cependant été retrouvée à Londres (London, Brit. mus. addit. 10933).
Cent ans plus tard, vers 1075, soit vingt-huit ans seulement après la canonisation, cette première vita sert de point de départ à une seconde, étendue et adaptée à un style plus contemporain. Son auteur est un moine Herimannus, qui cache son nom dans ses enluminures calligraphiées. D'autres manuscrits reprennent cette version, notamment le codex 586 de la bibliothèque de Saint-Gall, écrit vers 1430-1436, qui offre la première version ce cette vita en langue allemande et la première illustration de la sainte. Celle-ci est représentée, de manière anachronique, avec une hallebarde, une arme qui n'a été inventée que bien après la mort de la sainte. Une autre traduction a vu le jour vers 1451-1460, elle est ornée de 53 miniatures (Codex 602).
Ces divers manuscrits constituent les sources témoignant de l'existence de Wiborada. En outre, ils fournissent de précieux renseignements sur la vie quotidienne et le contexte culturel de cette époque. Seul le passage relatif à la réclusion de la sainte, en 916, peut être considéré comme véritablement historique;  les auteurs étaient en effet mieux renseignés sur ce point que sur la jeunesse de Wiborada.
L'analyse historique se révèle difficile, car les deux vitae, fait caractéristique de ce genre littéraire, étaient destinées à l'édification du lecteur. Elles reprennent des schémas et modèles narratifs très généralement répandus dans le domaine de l'hagiographie, ce qui altère évidemment leur caractère historique.

## Éléments biographiques
L'année et le lieu de la naissance de Wiborada ne sont donnés dans aucune des sources; les diverses tentatives de situer ses origines, notamment à Altenklingen ou à Constance, restent des hypothèses. D'après les Annales Sangallenses maiores et la Chronique de Hermann de Reichenau, Wiborada aurait été recluse au voisinage de l'église Saint-Mange, fondée le 13 octobre 898 à Saint-Gall. Son prêtre desservant était alors Hitto, le propre frère de Wiborada.
La date de son martyre lors de l'attaque hongroise du 1er mai 926, a été inscrite par les moines de Saint-Gall dans leur passionnaire (manuscrit contenant 92 légendes de saints et de saintes, composé par les moines de Saint-Gall vers 900 et conservé à la Bibliothèque centrale de Zurich).

## Hagiographie

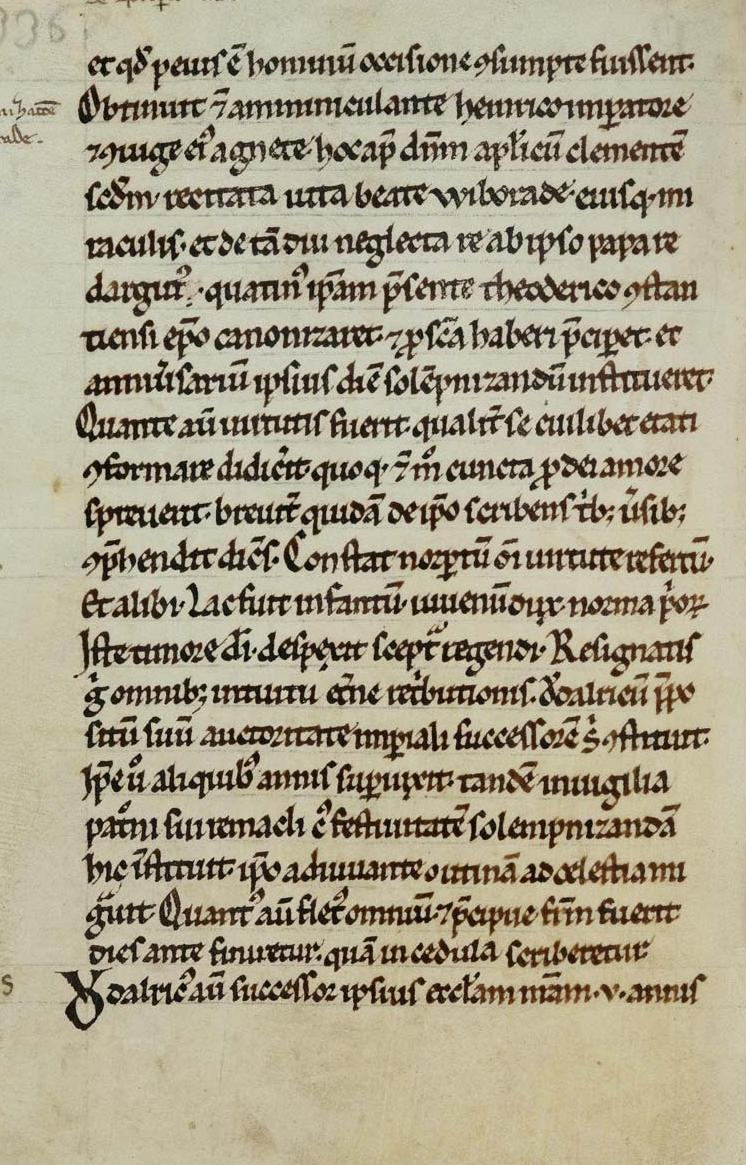
La principale source concernant la canonisation de Wiborada: Casus sancti Galli, Codex 615 Sangallensis, vers 1200

### Années d'enfance et de jeunesse
Wiborada, issue d'une famille noble de Souabe, est décrite comme une enfant pieuse et vertueuse. Selon ses hagiographes, elle aurait eu pour modèles les saintes Marthe, parangon de la vie active, et Marie, référence à la vie contemplative. Les vitae évoquent l'existence d'une petite sœur, morte jeune, ayant demandé à Dieu d'être délivrée de cette vie terrestre. Wiborada fréquentait assidument la messe et incitait ses parents à faire de même. La seconde vita détaille ses vertus et évoque des jeûnes de trois jours, tout en  châtiant son corps. Un jour de fête religieuse, en se rendant au culte avec sa mère, elle ressentit soudain une vocation divine, descendit de cheval, se défit de ses bijoux  et dès lors refusa tout superflu.

### Le temps précédant son arrivée à Saint-Gall
Selon les vitae, Wiborada aurait décidé de servir son frère Hitto, prêtre à Saint-Gall, en lui confectionnant des vêtements et reliant pour lui les volumes des saintes écritures. Hitto se mit à lui apprendre les psaumes, s'arrêtant cependant au 49e. Les psaumes suivants lui auraient été enseignés par le Saint-Esprit. Après la mort de son père, Wiborada se dévoue en faveur de sa mère ainsi que pour les malades de passage, que son frère ramenait à la maison. Cet épisode est absent dans la seconde vita. Puis Hitto, conseillé par sa sœur, entre comme moine au couvent de Saint-Gall. Wiborada mène alors durant six ans une vie séculière, marquée toutefois par l' ascèse, le jeûne et les veilles.
Dans la seconde vita, le diable apparaît à Wiborada sous la forme d'un porc, mais elle se défend d'un signe de croix. Toutefois le diable parvient à convaincre l'une des servantes de diffamer sa maîtresse, et cette dernière est soumise à l'ordalie (épreuve du feu), mais déclarée innocente par l'évêque. Elle ne punit pas sa calomniatrice, qui quitte la maison et poursuit son œuvre de médisance jusqu'à sombrer dans la folie et mourir de misère. L'évêque de Constance, qui a remarqué  les vertus de Wiborada, invite celle-ci à entrer au couvent de Lindau. Wiborada toutefois refuse, car saint Gall, protecteur de la ville éponyme, lui est apparu et lui déconseille cette institution monastique. Cet épisode est absent de la première vita.

### La vie à Saint-Gall
Les deux vitae racontent comment Wiborada, en compagnie de l'évêque de Constance Salomon III (également abbé de Saint-Gall), se rend à Saint-Gall. Accompagnée de ses deux servantes Kebeni et Bertherada, elle s'établit durant quatre ans à Sankt Georgen (un village au sud-ouest de Saint-Gall, aujourd'hui intégré à cette dernière commune) où elle vit dans la plus stricte ascèse. Cette forme d'existence correspond en effet aux règles établies en 692 par le Concile in Trullo, qui prescrit trois ans de vie conventuelle en guise de préparation et de probation avant d'opter pour un statut de recluse. La seconde vita rapporte qu'une nuit, Wiborada vit un ange et chanta par trois fois le psaume 21.
Entretemps, sur ordre épiscopal, une cellule a été construite auprès de l'église de Saint-Menge (de) à Saint-Gall, cellule dans laquelle Wiborada a été solennellement emmurée, accompagnée des prières des fidèles. Les vitae rapportent plusieurs prophéties et visions de la recluse. Ainsi, saint Gall lui apparaît une nouvelle fois et lui annonce le naufrage d'un bateau transportant des religieux, prédiction qui se vérifia. À Ulrich d'Augsbourg, étudiant au couvent de Saint-Gall, elle aurait prédit la nomination de ce dernier à l'évêché d'Augsbourg. Leur rencontre est toutefois impossible pour des raisons chronologiques. Enfin, lors d'une autre vision, Wiborada voit une servante décédée qui lui signale que les saints ustensiles du culte n'ont pas été nettoyés correctement par une domestique.

### Martyre

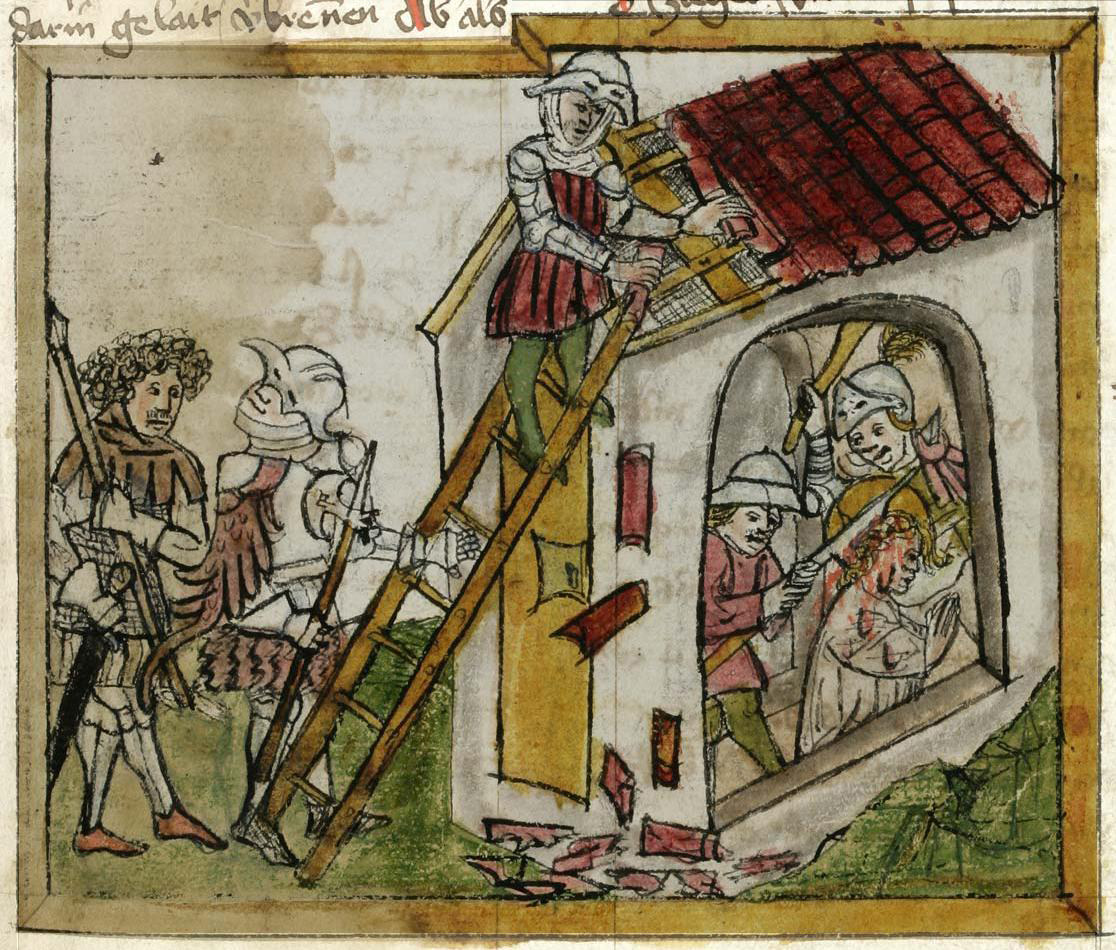
Martyre de Wiborad, illustré avant 1451-1460 dans le Codex Sangallensis 602

En juin 925, Wiborada aurait eu la prémonition d'un raid de Hongrois ravageant le couvent de Saint-Gall, attaque qui allait entraîner son propre martyre. Les vitae citent la date du 1er mai 926. Résistant aux instances de l'abbé Engilbert qui l'engage à quitter sa cellule, elle conseille cependant à l'abbé de mettre en sécurité les trésors du couvent, parmi lesquels de précieux manuscrits. Lorsque les assaillants hongrois attaquent enfin, les moines se réfugient dans un site fortifié. Le frère de Wiborada, Hitto, se trouve parmi les derniers à pouvoir s'échapper.
Les barbares, arrivant à l'église de Saint-Menge, y mettent le feu, de même qu'à l'ermitage voisin. Ce dernier, miraculeusement, résiste aux flammes. Ne trouvant pas de porte, ils entrent par le toit et trouvent Wiborada en oraison devant l'autel. Ils lui arrachent ses vêtements, jusqu'au cilice, et la blessent de trois coups de hache à la tête. À en croire la seconde vita, Wiborada n'est morte que le lendemain matin. Elle a été trouvée par son frère Hitto ; celui-ci informe de ce martyre l'évêque qui, huit jours plus tard, revient de sa forteresse. À son arrivée, les blessures de la morte auraient été guéries. La seconde vita  évoque un enterrement solennel par l'évêque, suivi par de nombreux fidèles.

### Miracles
La première vita énumère les miracles de la sainte immédiatement à la suite du récit de sa mort, tandis que la seconde, conformément aux règles hagiographiques de l'époque, sépare la vie et les miracles en deux livres différents. On y trouve les prodiges suivants :
- guérison d'un malade par le peigne de la sainte (scène illustrée avant 1451-1460 dans le Codex Sangallensis 602);
- un cierge sur la tombe de Wiborada est allumé par un feu divin ;
- une servante voit dans l'église un rayon lumineux émanant de Wiborada ;
- un fenouil poussant auprès de la tombe verdit en hiver ;
- Hitto trouve le peigne de Wiborada en suspension au-dessus de sa tombe ;
- cette même relique guérit un aveugle ;
- Rachilde, nièce de Notker le Bègue et compagne de Wiborada, guérit de manière miraculeuse[17],[18] ;
- un novice du couvent, appelé Ulrich, est guéri sur la tombe de Wiborada ;
- au travers d'une vision, Wiborada témoigne à Hitto son mécontentement relatif à une nouvelle nappe d'autel ;
- Pliddruda, sœur de Rachilde, est guérie par Wiborada ;
- à la suite d'un vœu, le prêtre Eggibert guérit d'une maladie des yeux ;
- une femme appelée Regisinda ne tient pas la promesse formulée lors d'un vœu et s'en trouve punie ;
- deux autres malades sont guéris sur la tombe de Wiborada ;
- un morceau de bois tiré d'un baquet de Wiborada soigne les douleurs de dents ;
- Kebeni, la servante de Wiborada, est guérie des brûlures que lui a infligées le diable en la poussant dans un foyer ;
- lors du transfert des reliques de Wiborada dans l'église, un maçon est victime d'un accident, mais guérit miraculeusement.

## Réception

### Vénération de la sainte
Selon les deux vitae, la fête anniversaire de la sainte a été célébrée dès 927, soit un an déjà après sa mort. Bien que cette date ait sans doute été fixée initialement au 1er mai, elle a été transférée au 2 mai lors de sa canonisation. Par la suite, la date a même été encore déplacée au 11 mai, mais depuis la dernière réforme liturgique de l'évêché de Saint-Gall, Wiborada est à nouveau fêtée le 2 mai.
La suite anonyme de la chronique conventuelle de Saint-Gall, le Casus sancti Galli de Ekkehard IV (dont la copie la plus ancienne est le codex 615 de la bibliothèque de Saint-Gall)  évoque vers 1200 la canonisation de Wiborada en janvier 1047. On y lit, à la page 336, que Wiborada, sur proposition de l'empereur Henri III et de sa seconde épouse Agnès de Poitiers, a été déclarée sainte par le pape Clément II, en présence de l'évêque de Constance Thodericus. Cette canonisation aurait été décidée précédemment par deux papes antérieurs, mais n'avait pas été concrétisée. Une bulle pontificale n'est pas conservée. La proposition de l'empereur Henri III se situe dans un contexte de bouleversement anti-chrétiens en Hongrie.

### Office de Wiborada
La célébration d'un office religieux en l'honneur de Wiborada est attestée déjà au XIe siècle, mais sous forme seulement de fragments. Une double-page provenant d'un antiphonaire avec divers offices de saintes, dont Wiborada, se trouve aux archives de la ville de Saint-Gall.
Un autre manuscrit du XIVe siècle (Bibliothèque conventuelle de Saint-Gall) comprend un office de Wiborada en version abrégée. Ce document n'offre pas de correspondances avec le texte de XIe siècle.
Enfin, dans le bréviaire du moine Gallus Wagner, de 1574 (Bibliothèque conventuelle de Saint-Gall), on trouve l'office complet de Wiborada, tel qu'il était en usage au XVIe siècle. Ce texte recoupe en partie la copie du XIe siècle, ce qui permet de reconstituer, par hypothèse, les parties manquantes de l'ouvrage original.

### Vin de Wiborada
Une tradition liée au culte de Wiborada s'est maintenue jusqu'à nos jours: la libation du vin béni le jour de la fête de la sainte. De même que pour la coutume du vin de Saint-Gall qui a servi de modèle, le vin béni est puisé avec une cuillère en bois (sertie d'argent au XVIIe siècle) qui aurait appartenu à Wiborada et versé dans un vase en forme de coquillage. Ce vase d'argent, millésimé 1698, a été fabriqué spécifiquement pour cet usage. Les deux ustensiles appartenaient au couvent de sainte Wibora à Sankt Georgen, et sont aujourd'hui conservés à l'abbaye des moniales bénédictines de Glattburg.

### Imitation de Wiborada
Durant tout le Moyen Âge, Wiborada a eu des imitatrices vierges et recluses qui vivaient auprès des églises de Sankt Georgen, aussi bien que de Saint-Menge. La dernière recluse à Saint-Menge était Barbara Hornbogin, qui y est morte en 1509. À Sankt Georgen, au XVIe siècle, des moniales bénédictines fondent le couvent Sainte-Wiborada, élevé au rang de prieuré le 8 septembre 1696. Cet établissement religieux a été supprimé le 3 juin 1834 par décision du Grand Conseil saint-gallois. Les archives se trouvent aujourd'hui au Stiftsarchiv de Saint-Gall.
La vie de la sainte a inspiré le roman publié en 1998 par l'écrivaine suisse Dagmar Schifferli

### Canonisation
Wiborada est la première femme canonisée par le pape Clément II en 1047,, en présence de l'empereur Henri III et de son épouse Agnès de Poitiers.

## Sources
- (de) Cet article est partiellement ou en totalité issu de l’article de Wikipédia en allemand intitulé « Wiborada » (voir la liste des auteurs).